# Ronald DeVore
Ronald Alvin DeVore (né le 14 mai 1941 à Détroit) est un mathématicien et universitaire américain. Il est professeur Walter E. Koss et professeur distingué de mathématiques à l'Université A&M du Texas. DeVore est membre de l'Académie américaine des arts et des sciences, de l'Académie nationale des sciences et de l'American Mathematical Society.

## Biographie
DeVore a obtenu un B. S. à l'université de l'Est du Michigan en 1964 et un Ph. D. en mathématiques à l'université d'État de l'Ohio en 1967 sous la direction de Ranko Bojanic. De 1968 à 1977, il est successivement professeur assistant, puis en 1970 professeur associé et en 1974 professeur titulaire à l'université d'Oakland. En 1977, il est devient professeur à l'université de Caroline du Sud, où il est professeur de mathématiques Robert L. Sumwalt de 1986 à 2005. De 1999 à 2005, il est de plis directeur du Industrial Mathematics Institute qu'il a fondé. En 2005, il est émérite à l'université de Caroline du Sud et, à partir de 2008, il est le Walter E. Koss Professor à l'Université A&M du Texas où il est nommé Distinguished Professor en 2010
DeVore a été professeur invité dans un certain nombre d'universités à travers le monde, notamment : l'université d'État de l'Ohio (1967-1968), l'université de l'Alberta (1971-1972), l'université Friedrich-Alexander d'Erlangen-Nuremberg (1975-1976), l'université rhénane Frédéric-Guillaume de Bonn (1977, 1978, 1979), l'Scuola Normale di Pisa (1984), l'université du Wisconsin à Madison (1983-1984, 1985, 1991), l'Université Purdue (1990), l'université Pierre-et-Marie-Curie (1996, 2000, 2002, 2004, 2005), l'université de Princeton (1997-1998),l' École supérieure polytechnique de Rhénanie-Westphalie (2002), l'université du Maryland (2004-2005), l'université Rice (2005-2006), le  Courant Institute of Mathematical Sciences de l'université de New York (2006-2007), la Fondation sciences mathématiques de Paris (2009-2010), le Basque Center for Applied Mathematics (en) (2013), l'Institut pour la recherche en mathématiques de l'École polytechnique fédérale de Zurich (2017).

## Recherche
DeVore a effectué des recherches dans de nombreux domaines des mathématiques appliquées tels que l'analyse numérique, les des équations aux dérivées partielles, les algorithmes d'apprentissage automatique, la théorie de l'approximation de fonctions, les ondelettes et la statistique mathématique. Il a également travaillé en théorie de l'acquisition comprimée.

## Prix et honneurs
DeVore a reçu de nombreux prix :
- une bourse Alexander von Humboldt de 1975 à 1976,
- le Outstanding Paper Award du Journal of Complexity  en 2000,
- la médaille d'or bulgare de la science en 2001,
- le prix Humboldt en 2002,
- le prix ICS Hot Paper en 2003
- le Wavelet Pioneer Award de la Society of Photo-Optical Instrumentation Engineers en 2007.
- Il est lauréat de la Chaire d'Excellence de la FSMP en 2009.
- médaille d'or de la Fondation sciences mathématiques de Paris en	2011
- un doctorat honoris causa de l'École supérieure polytechnique de Rhénanie-Westphalie en 2004[3]
- un doctorat honoris causa  de l'université de Caroline du Sud en 2015
- un doctorat honoris causa  de l'université Paris-Sorbonne en 2019

Il a également été conférencier plénier au Congrès international des mathématiciens en 2006 à Madrid.
En 2001, il devient  membre de l' Académie américaine des arts et des sciences et en 2007, il devient membre de l' Académie bulgare des sciences . En 2012, il devient membre de l' American Mathematical Society De 2000 à 2002, il a été président de la Foundations of Computational Mathematics. En 2007, il est élu membre étranger de l'Académie bulgare des sciences.
En 2017, il est  élu à la National Academy of Sciences Il est nommé SIAM Fellow en 2018.

## Publications

### Livres
- The approximation of continuous functions by positive linear operators, Springer, coll. « Lecture Notes in Mathematics » (no 293), 1972, viii + 289 (zbMATH 0276.41011).
- avec Robert C. Sharpley, Maximal Functions Measuring Smoothness, AMS, coll. « Mem. Am. Math. Soc. » (no 293), 1984, 115 p. (zbMATH 0529.42005).
- avec George G. Lorentz), Constructive Approximation, Springer, coll. « Grundlehren der Mathematischen Wissenschaften » (no 303), 1993, x+ 449 (zbMATH x, 449).

### Articles de synthèse (sélection)
- « Freud's work in contructive function theory », Journal of Approximation Theory, vol. 46, no 1,‎ 1986, p. 32-37
- « Approximation of functions », dans C. de Boor (éditeur), Approximation Theory, AMS Short Course, coll. « Proc. Symp. Applied Mathematics » (no 36), 1986 (zbMATH 0599.41001), p. 1-20
- avec Brad Lucier, « Wavelets », Acta Numerica, vol. 1,‎ 1991, p. 1-56
- avec  Albert Cohen, « Approximation of high-dimensional parametric PDEs », Acta Numerica, vol. 24,‎ 2015, p. 1-159